# Bavardage

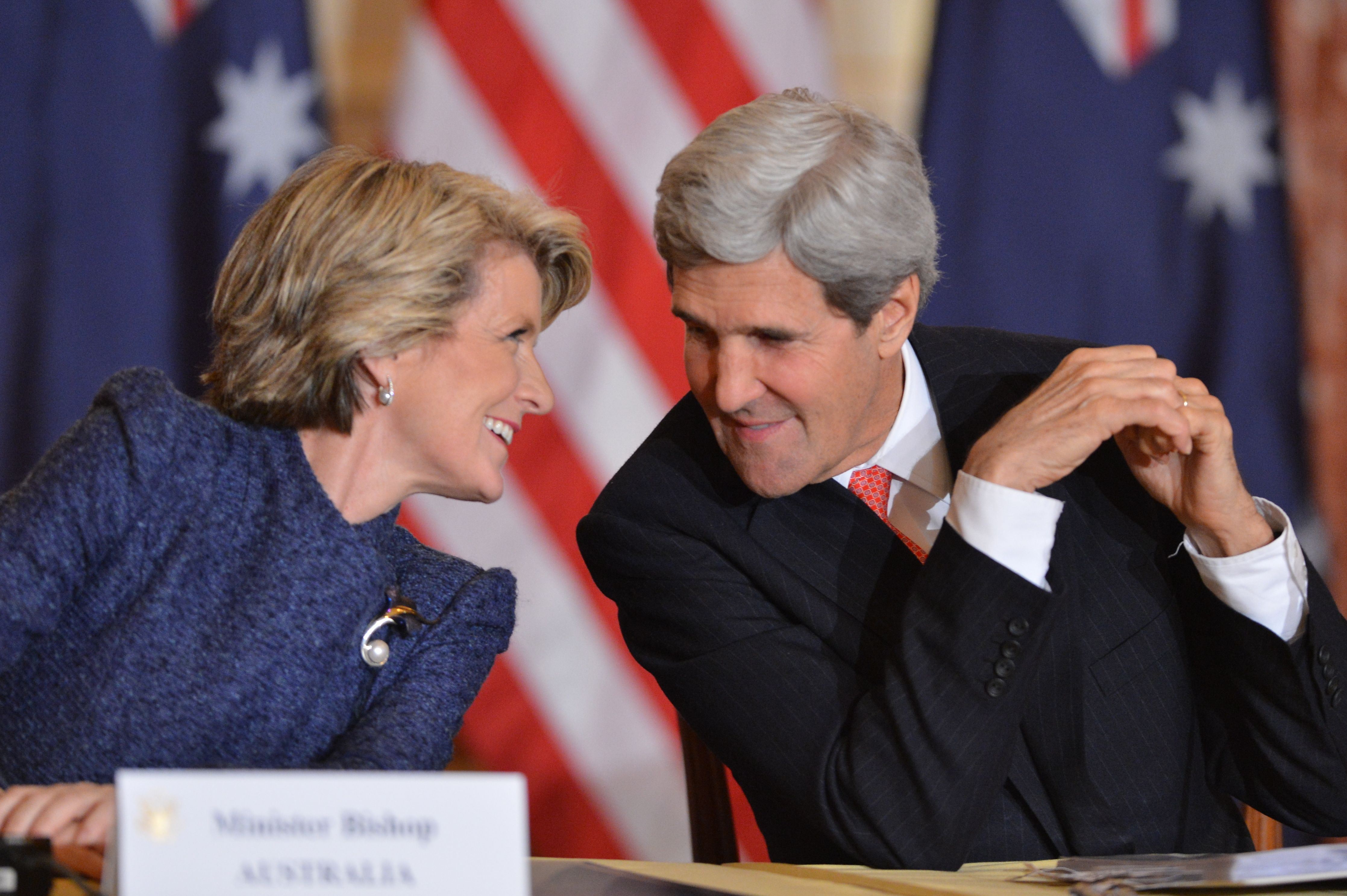
Bavardage en marge d'une réunion de travail entre John Kerry et Julie Bishop.

Le bavardage est la pratique d'une conversation dans un contexte où les participants sont supposés se concentrer sur une autre activité, par exemple en silence. Le terme est particulièrement utilisé dans le contexte scolaire, où il désigne principalement le fait pour des élèves de discuter entre eux en salle de classe alors que le professeur dispense une leçon ; il est alors souvent considéré comme une cause de l'échec scolaire.
D'une façon générale, et par extension, on désigne comme un bavardage une conversation que l'on trouve futile, stérile ou donc d'importance secondaire. Le bavardage est en effet défini par Martin Heidegger comme "la possibilité de tout comprendre sans appropriation de la chose", c'est-à-dire que le bavardage consiste en une conversation dialogique dans laquelle le sens auquel renvoie le signifiant n'est pas soumis à une recherche ou une interrogation de la part des interlocuteurs.
Un des mots qui peut signifier de bavardage est "Bla"; par exemple, "Bla Bla Bla...".